# Kelurahan Kenari (administrativ by i Indonesien, Jakarta)
Kelurahan Kenari är en administrativ by i Indonesien.   Den ligger i provinsen Jakarta, i den västra delen av landet. Huvudstaden Jakarta ligger i Kelurahan Kenari.